# Goh Choon Huat
Pour les articles homonymes, voir Goh.
Dans ce nom, le nom de famille, Goh, précède le nom personnel.
Goh Choon Huat, né le 14 décembre 1990, est un coureur cycliste singapourien.

## Biographie
En 2014, Goh Choon Huat termine quatrième de la première étape du Tour de Langkawi. Il obtient à cette occasion le meilleur classement obtenu pour un coureur singapourien sur une course UCI. Deux ans plus tard, il devient champion de Singapour du contre-la-montre.
Il met un terme à sa carrière cycliste à l'issue de la saison 2022. 

## Palmarès et résultats

### Palmarès par année
- 2010
  -  Champion de Singapour du contre-la-montre par équipes
- 2011
  - 2e du championnat de Singapour sur route
- 2012
  - 2e du championnat de Singapour du contre-la-montre
  - 2e du championnat de Singapour sur route
- 2016
  -  Champion de Singapour du contre-la-montre
- 2017
  -  Champion de Singapour sur route
- 2018
  -  Champion de Singapour sur route
  -  Champion de Singapour du contre-la-montre
- 2019
  -  Champion de Singapour sur route
  -  Champion de Singapour du contre-la-montre
  -  Champion de Singapour du contre-la-montre par équipes
  - 2e du Tour des Philippines
  -  Médaillé de bronze du contre-la-montre aux Jeux d'Asie du Sud-Est
  -  Médaillé de bronze de la course en ligne aux Jeux d'Asie du Sud-Est
- 2022
  -  Champion de Singapour du contre-la-montre
  - 2e du championnat de Singapour sur route

### Classements mondiaux
| Année                                 | 2012 | 2013 | 2014 | 2015 | 2016  | 2017  | 2018 | 2019 | 2020  | 2021 | 2022 |
| ------------------------------------- | ---- | ---- | ---- | ---- | ----- | ----- | ---- | ---- | ----- | ---- | ---- |
| Classement mondial                    |      |      |      |      | 1685e | 1420e | 781e | 318e | 1131e | nc   | 898e |
| UCI Asia Tour                         | 86e  | nc   | 207e | 274e | 301e  | 230e  | 81e  | 6e   | 63e   | nc   | 52e  |
|                                       |      |      |      |      |       |       |      |      |       |      |      |
| Légende : nc = non classéSource : UCI |      |      |      |      |       |       |      |      |       |      |      |